# مورافنو (مانجاری)
مورافنو (به لاتین: Morafeno) یک منطقهٔ مسکونی در ماداگاسکار است که در مننجری واقع شده‌است. مورافنو ۱۳٬۰۰۰ نفر جمعیت دارد و ۲۹ متر بالاتر از سطح دریا واقع شده‌است.